# 龍石駅
龍石駅（たついしえき）は、長崎県南島原市西有家町龍石にあった島原鉄道島原鉄道線の駅（廃駅）である。

## 歴史
- 1926年（大正15年）7月2日：口之津鉄道の駅として開業。
- 1943年（昭和18年）7月1日：会社合併により、島原鉄道の駅となる。
- 1960年（昭和35年）7月5日：交換設備撤去。
- 1962年（昭和37年）9月1日：貨物営業廃止。
- 1966年（昭和41年）9月1日：無人化。
- 1986年（昭和61年）8月：現待合室竣工。
- 2008年（平成20年）4月1日：島原外港 - 加津佐間の廃線により、廃駅となる。

## 駅構造

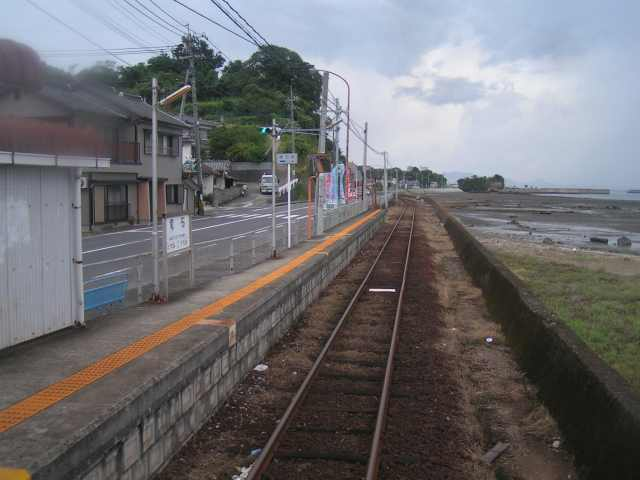
ホーム（2006年9月）

単式ホーム1面1線を有する地上駅。無人駅。駅舎はなくプレハブの待合室のみが置かれている。

## 利用状況
営業最終年度である2007年度の年間乗車人員は9,249人、降車人員は9,970人であった。
| 年度               | 年間 乗車人員 | 年間 降車人員 |
| ------------------ | ------------- | ------------- |
| 1997年（平成09年） | 11,592        | 12,027        |
| 1998年（平成10年） | 13,256        | 14,069        |
| 1999年（平成11年） | 11,113        | 11,572        |
| 2000年（平成12年） | 9,866         | 9,438         |
| 2001年（平成13年） | 10,391        | 9,875         |
| 2002年（平成14年） | 10,420        | 10,341        |
| 2003年（平成15年） | 11,613        | 11,268        |
| 2004年（平成16年） | 11,323        | 10,898        |
| 2005年（平成17年） | 12,529        | 12,180        |
| 2006年（平成18年） | 10,844        | 10,732        |
| 2007年（平成19年） | 9,249         | 9,970         |

## 駅周辺
有明海に面して設けられている。駅から有明海を望むと、対岸は熊本県である。住宅はやや多い。商店はない。
- 南島原市立龍石小学校
- 西有家竜石簡易郵便局
- 国道251号

## 隣の駅
島原鉄道
島原鉄道線
西有家駅 - 龍石駅 - 北有馬駅